# Lady Hutton
Die Lady Hutton (auch Mälardrottningen, schwedisch für Die Königin des Mälarsees) ist eine Luxusyacht, die 1924 auf der Fried. Krupp Germaniawerft in Kiel gebaut wurde. Sie ist nach ihrer zeitweiligen Besitzerin, der Kaufhauserbin Barbara Hutton benannt und dient seit 1982 als Restaurant- und Hotelschiff in Stockholm. Mona von Bismarck erlebte 1926/1927 als Mona Williams eine einjährige Hochzeitsreise auf diesem Schiff.

## Geschichte
Die Vanadis wurde von Cornelius Kingsley Garrison (C. K. G.) Billings (1861–1937) in Auftrag gegeben und im März 1924 abgeliefert. Sie war damals die größte Yacht der Welt mit Dieselmotor und trug als Vanadis den Beinamen der Göttin Freya aus dem Geschlecht der Vanen. Zur Ausstattung gehörten eine Bord-Telefonanlage sowie mechanische Pferde und Kamele. Der als exzentrisch geltende Industrielle war Vorsitzender der Peoples Gas Light and Coke Company of Chicago und unter anderem Mitbegründer der Firma Union Carbide. Seine Dampfyacht Vanadis (I) hatte er nach einer Havarie verkauft.
Da er mit den Stabilisatoren nicht zufrieden war, verkaufte Billings die Yacht nach einem Jahr an die Zoologische Gesellschaft von New York (heute WCS) bzw. deren Förderer Harrison Charles Williams (1873–1953). Williams ließ die, in Warrior umbenannte, Yacht im Juni 1925 zu einem meereskundlichen Laboratorium umbauen. Ein Jahr später gingen er und Mona Bush (1953 Mona von Bismarck) mit der Warrior auf eine einjährige Hochzeitsreise rund um die Welt.
Im Jahr 1939 kam Barbara Hutton, geschiedene Gräfin Reventlow, in den Besitz der Yacht. Die Aussage, sie habe das Schiff als Geburtstagsgeschenk zu ihrem 18. Geburtstag (14. November 1930) erhalten, ist nicht nachzuvollziehen. Ein Vorbesitzer könnte ihr Vater Franklyn Laws Hutton (1877–1940) sein, der Mitbesitzer eines der größten Wertpapierhandels-Unternehmens war. Ihre Tante Marjorie Merriweather Post war Eignerin des größten privaten Segelschiffs Sea Cloud (Hussar V). Hutton, die zu den reichsten Frauen der Welt gehörte, verkaufte nach Ausbruch des Zweiten Weltkriegs die Warrior für ein Pfund an die britische Regierung, die ihr 1940 den Namen Troubadour gab. Von 1942 bis 1947 diente sie als Wohnschiff der Royal Navy.

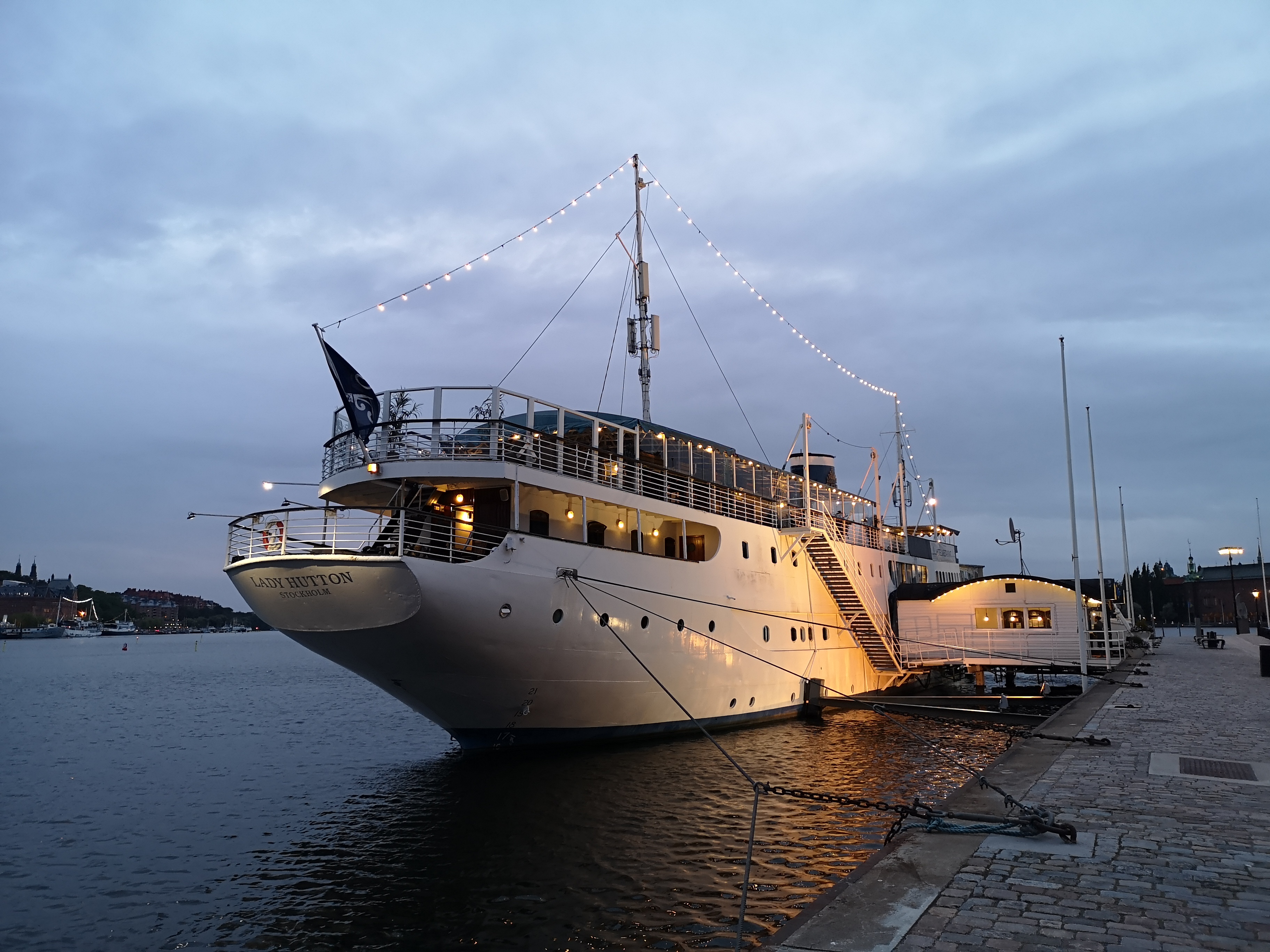
Heck der Lady Hutton

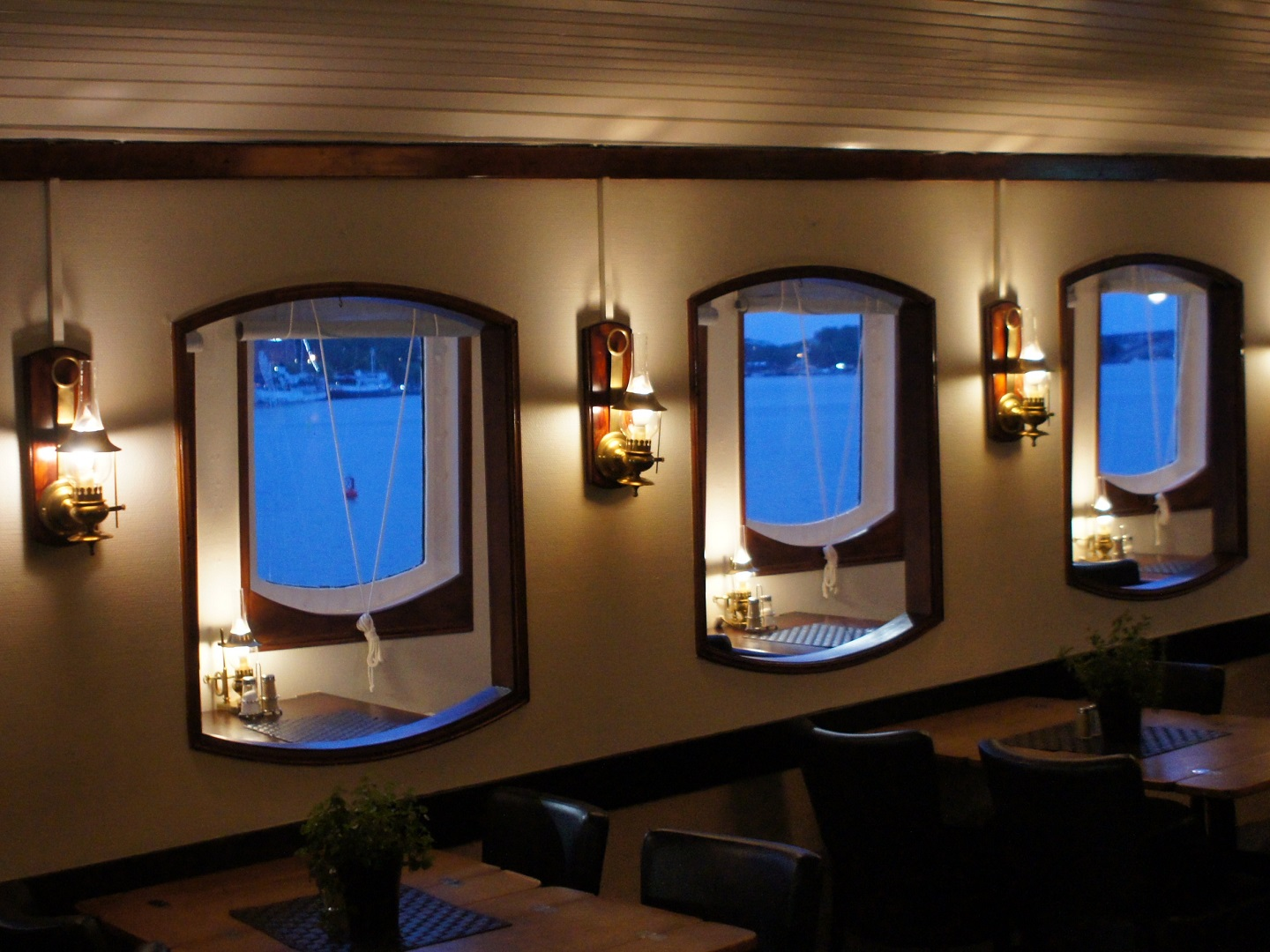
Innenansicht des Restaurants

Im Jahr 1948 wurde die Yacht nach Haugesund in Norwegen verkauft und zum Passagierschiff für 350 Personen umgebaut. Als King, Cort Adeler, Brand VI und Marina fuhr sie unter anderem als Fährschiff zwischen Larvik und Frederikshavn, Dänemark oder 1952 während der Olympischen Spiele in Helsinki zwischen Stockholm und Turku, Finnland. Erstmals wurde die Cort Adeler 1953 als Hotelschiff aufgelegt. In Stavanger diente sie von 1960 bis 1978 als Schulschiff Gann. Als Vikingfjord kam sie 1981 nach Schweden.
Dort wurde das Schiff zum Restaurant- und Hotelschiff (Botel, schwedisch Båtell) Lady Hutton umgebaut. Als solches ist sie an Riddarholmen festgemacht und verlässt ihren Liegeplatz nur alle drei Jahre zur Wartung und Überholung. Am Bug trägt die Yacht den Namen Mälardrottningen, Die Königin des Mälarsees ist auch ein Beiname der Stadt Stockholm. Das Schiff war 2010 mit der Eigentümerin Mälardrottningen Holding AB registriert.<Skeppslistan 2010. S. 956.>

## Beschreibung
Das Schiff wurde von Cox & Stevens in New York entworfen, die zu gleicher Zeit auch die Segelyacht Hussar (IV) für Edward Francis Hutton und Marjorie Merriweather Post entwarfen. Das Erscheinungsbild einer klassischen Yacht der 1920er Jahre wurde durch Umbauten in den 1940er und 1960er Jahren wiederholt verändert. Geblieben ist der Klipperbug mit Bugspriet, während der hohe Schornstein und die Masten deutlich verkürzt wurden. 
Als Botel hat die Lady Hutton 61 Kabinen und eine Suite für den Schiffseigner. Hinzu kommen das Restaurant sowie die Captain’s Bar, die offene Hutton’s Deck Lounge und eine Sauna.